# Хосе Карерас
Џосеф Мариа Карерас е Кол (шп. Josep Maria Carreras i Coll), познатији као Хосе Карерас (шп. José Carreras; Барселона, 5. децембар 1946), шпански је оперски певач.

## Биографија
Хосе Карерас, чије пуно име гласи Џосеф Мариа Карерас е Кол, рођен је 5. децембра 1946. године у Барселони, Шпанија.

### Породични живот
Хосе је био најмлађи од троје деце. Његов отац је био власник мале хемијске фабрике и тада је млади Карерас показао интересовање за музику након што је видио Марија Ланца у филму Велики Карусо (ен.The Great Caruso) 1951. у доби од 6 година. Први јавни наступ одржао је на Шпанском националном радиу у доби од 8 година. У том периоду, започео је студије клавира и солфеђа. Његови родитељи су имали сезонску претплату у опери (ен. Liceo Opera), те је Хосе са својим братом постао редовни слушалац оперске музике. Студирао је хемију на инсистирање свог оца. Са седамнаест година почео је да узима часове певања Џејма Франциска Пјуђа у Конзерваторију музике Лицеа у Барселони. Такође је био одличан у спортовима од којих се највише истицао тенис као хоби.

### Љубавни живот
Хосе се први пут оженио Мерцедес Перез са којом је брак почео у катедрали у Барселони 1971. и завршио разводом 1992. године. Из тог брака Хосе је добио два сина. Други пут оженио се Јутом Јагер (ен. Jutta Jäger) и тај брак је трајао од 2006. до 2011.

## Музичка каријера
Карерас је дебитовао са 18 година, као Флавио у Норми, коју је режирао композитор Винченцо Белини. Његов сценски партнер била је Монтсерат Кабаље у главној улози. Два певача су направила сталан дует за наредних петнаест оперских продукција. Кабаље је позвала Хосеа да певају део нумере Gennaro in Lucrezia Borgia од Гаетана Донизетија у познатом шпанском театру. Та улога постала је била први велики пробој за Хосеа Карераса.
Карерас је победио на међународном такмичењу уз Вердијеве песме на музичком такмичењу које је било одржано у Парми 1971. године. Дебитовао је, по први пут у Лондону, 1971. године са Кабаљеом. Године 1976. аустралијски диригент Херберт вон Карајан је позвао Карераса да се појави на летњим и зимским фестивалима у Салцбургу. Карерас је тада снимио изузетни снимал под вођством Херберта вон Карајана, укључујући нумеру Обод коју је компоновао Ђузепе Верди. Направио је хваљено снимање за филм Западна страна приче са Леонардом Бернстеином. Постао је члан групе „Три тенора” заједно са италијанским певачем Лучано Паваротијем и шпанским певачем Пласидо Домингом. Постао је познат као Лирски тенор.
Лирски тенор, Хосе Карерас имао је свој најбољи квалитет и највећу популарност током 1970-их и раних 1980-их година. Певао је као водећи тенор у 24 различите опере до своје 28. године. Извео је укупно више од 60 улога током година његове интензивне певачке каријере 1964-1987 на фестивалима музике.

### Болест
Осамдесетих година, Карерасов глас је почео да показује знакове напрезања, нарочито уочљиве када би присилио свој глас на отвореним нотама. Званично 1987. године, на врхунцу своје каријере, Хосе Карерас се срушио у Паризу, док је трајало снимање за нумеру Ђакома Пућинија „Kiri Te Kanawa in Manon Lescaut”. Дијагностикована му је леукемија и имао је мале шансе за преживљавање. Своју каријеру је морао паузирати, те је подвргнут једногодишњем лечењу помоћу зрачења, хемотерапије и аутологне трансплантације коштане сржи у Сијетлу. Године 1988, Карерас се вратио певању и поздравило га је 150.000 посетиоца на перформансу на отвореном у Барселони. Године 1990, на отварању Светског купа у Риму, извео је хваљени наступ „Три тенора”. То је првобитно било планирано као хуманитарни перформанс за донаторска средства од стране Хосе Карераса за Интернационалну Фондацију. Серија концерата "Три тенора" током деведесетих година праћене су рекордном продајом њихових снимака. Хосе Карерас се вратио након третмана и опоравка од леукемије. Његов календар извођења је био резервисан до 2007. године.